# Manuel Rodríguez (telenovela)
Manuel Rodríguez (lema: Guerrillero del amor) es una telenovela chilena de drama romántico y de época creada por Vicente Sabatini Downey. Se estrenó por Chilevisión el 15 de marzo de 2010, y concluyó el 18 de agosto de 2010. Protagonizada por Ricardo Fernández en el personaje titular de Manuel Rodríguez y Erdoíza.

## Sinopsis
En plena reconquista española, Manuel Rodríguez se ha convertido en una figura legendaria, con su cabeza puesta a precio por los realistas que lo persiguen implacablemente a lo largo de Chile. En su afán por asegurar la victoria patriota, Rodríguez acuerda con el General San Martín infiltrarse en territorio chileno para recabar información estratégica, levantar el ánimo de los patriotas y sembrar el caos entre las fuerzas realistas. Con su carisma, se aproxima al pueblo y se alía con José Miguel Neira, líder de una banda de cuatreros, con el objetivo de desestabilizar al enemigo y abrir paso al Ejército Libertador de Los Andes.
Totalmente comprometido con la causa, Rodríguez se ve atrapado por un amor inesperado: Francisca de Paula Segura y Ruiz, una joven realista cuyo corazón conquistará al impulsivo revolucionario. A pesar de sus diferencias ideológicas y de clase, su amor por ella lo lleva a desafiar peligros y tomar decisiones arriesgadas. En su lucha por la independencia de Chile, Manuel Rodríguez deberá enfrentar no solo a los realistas, sino también los dilemas del amor, el sacrificio y la lealtad, buscando, a toda costa, ganar la libertad de su patria y el corazón de Francisca.

## Reparto
Una lista completa del reparto confirmado se publicó a través de Chilevisión el 4 de febrero de 2010.

### Principales
- Ricardo Fernández como Manuel Rodríguez y Erdoíza[6]
- Sofía García como Francisca Segura y Ruiz[2]
- Alfredo Castro como Casimiro Marcó del Pont[7]
- Cristián Carvajal como Vicente San Bruno[8]
- Mariana Loyola como Micaela[9]
- Tiago Correa como José Miguel Neira[10]
- Catalina Pulido como Paula de Salas y Velasco[11]
- Willy Semler como Mateo Segura y Ruiz[2]
- José Soza como José Santiago Rodríguez-Zorrilla[12]
- Luz Jiménez como María Loreto de Erdoíza y Aguirre[12]
- Roxana Campos como Tomasa Araya[12]
- Rodrigo Pérez como Cayetano Chávez[12]
- Javiera Hernández como Josefa Egaña y Ariztia[12]
- Juan Pablo Ogalde como Eusebio Jara[12]
- Carmen Bresky como Tadea Jara[12]
- Santiago Tupper como Mariano Segura y Ruiz[12]
- Paloma Moreno como Catalina Larraín y Salas[12]
- Francisco Medina como Bernardo Larraín y Fernández de León[12]
- Hellen Cáceres como Leonor Olivares da Silva[12]
- Roberto Farías como Ramón Villalobos[12]
- Nathalia Aragonese como Pascuala Chávez[12]
- Antonio Campos como José Joaquín Guzmán y Salazar[12]
- Claudio Castellón como Magno Pérez[12]
- Ernesto Gutiérrez como Juan Moya
- Carlos Marín como Jacinto
- Felipe Ponce como Segundo
- Ángela Gederlini como Cora
- Nicolás Carreño como Ignacio Larraín y Salas

### Recurrentes e invitados especiales
- Rolando Valenzuela como Bernardo O'Higgins y Riquelme[13]
- Paulo Brunetti como José de San Martín y Matorras
- Diego Ruiz como Borja de Sotomayor y Fontecilla
- Natalia Grez como Carmen Díaz de Valdés y Santillán

## Producción

### Creación

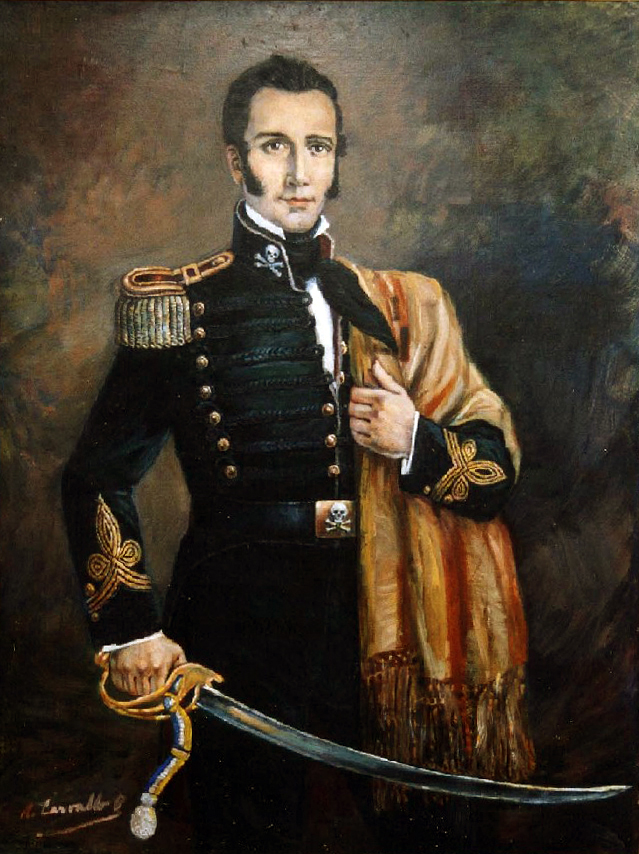
Retrato de Manuel Rodríguez Erdoíza.

En 2008, Vicente Sabatini, como director de Programación en Televisión Nacional de Chile (TVN), junto a los guionistas Fernando Aragón y Arnaldo Madrid, inició el desarrollo de un ambicioso proyecto de telenovela titulado provisionalmente Las vidas de Manuel Rodríguez, que abordaría la figura del prócer chileno Manuel Rodríguez en la batalla de Rancagua, clave en la Independencia de Chile. La serie fue concebida como parte de las conmemoraciones del Bicentenario de Chile, con un estreno previsto para 2010.
Durante el proceso de planificación en 2009, y tras la gestión de Daniel Fernández Koprich, director ejecutivo de TVN, se produjo un giro inesperado: Sabatini fue removido de su cargo de responsabilidad ejecutiva, lo que marcó el inicio de una serie de tensiones internas dentro de la industria televisiva. Este cambio llevó a la desestimación de la propuesta original de Sabatini, y a una negativa de colaborar con el nuevo proyecto de telenovela impulsado por la recién nombrada directora de Ficción, María Eugenia Rencoret. Ante esta situación, Sabatini tomó la decisión de renunciar a TVN el 15 de abril de 2009.

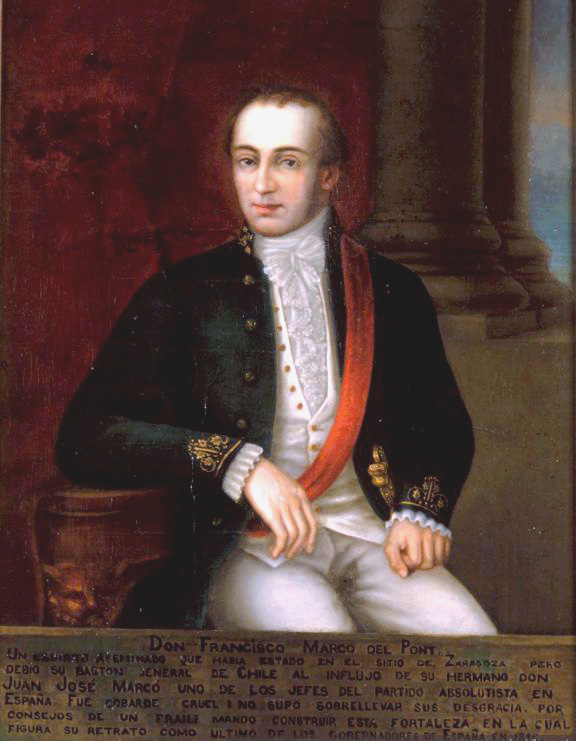
Retrato de Casimiro Marcó del Pont.

El 1 de junio de 2009, Vicente Sabatini asumió como director de Ficción en Chilevisión (CHV), donde presentó nuevamente su proyecto sobre Manuel Rodríguez. Esta vez, la propuesta fue aprobada de manera unánime por Jaime de Aguirre Höffa, director de CHV, y el consejo directivo del canal, lo que provocó una serie de disputas entre los ejecutivos de TVN y CHV. La controversia radicaba en la titularidad de los derechos de propiedad intelectual del proyecto, pues TVN había registrado previamente la cesión de los mismos. En el nuevo contexto, los ejecutivos de CHV, encabezados por Pablo Morales, director de Contenidos y Producción, argumentaron que la telenovela que Sabatini estaba llevando a cabo se trataba de una obra completamente distinta en términos de contenido y de producción, lo que generó aún más complejidad en el escenario. Por su parte, Aragón señaló que: "Vicente ha sido muy cuidadoso en desarrollar una trama distinta a la que pensamos en TVN".
Sabatini, en colaboración con el equipo de guionistas y producción, comenzó a trabajar en la creación de un piloto bajo la supervisión de Fernando Aragón. Cecilia Stoltze fue designada como productora general del proyecto en julio de 2009 y, siguiendo las instrucciones de Sabatini, contrató a Ángela Bascuñán como jefa de guion. Bajo su liderazgo, un equipo creativo compuesto por Luis López-Aliaga, Pablo Toro y Valeria Vargas se encargó de la elaboración de los libretos. El proyecto contó con la continua asesoría de Fernando Aragón, y la supervisión final estuvo a cargo de Vicente Sabatini, quien imprimió su sello característico en todos los aspectos del desarrollo narrativo y de producción.

### Selección del reparto

#### Perfeccionamiento
El perfeccionamiento del reparto fue un proceso integral que incluyó un entrenamiento especializado para garantizar que los actores pudieran interpretar sus roles con la mayor veracidad posible, especialmente en las escenas que requerían habilidades físicas y técnicas específicas. Bajo la supervisión de la productora Verónica Brales, los actores participaron en rigurosas clases de equitación en la localidad de Batuco, dirigidas por el experto Osvaldo Aguirre. Este entrenamiento fue crucial para lograr una representación realista de las escenas ecuestres, fundamentales en el contexto histórico y narrativo de la serie. Adicionalmente, el equipo de producción contó con la valiosa asesoría del militar Alberto Márquez, quien introdujo a los actores en el contexto militar de la época. A través de su colaboración con el Regimiento Escolta Presidencial n.º 1 «Granaderos» y el Regimiento de Artillería n.º 1 "Tacna", los actores tuvieron la oportunidad de familiarizarse con las tácticas militares de la época, aprender el manejo adecuado de caballos en situaciones de combate y comprender la disciplina y los protocolos de los regimientos del siglo XIX. Este conocimiento les permitió incorporar detalles auténticos a sus interpretaciones, especialmente en las escenas que requerían precisión en el uso de la caballería y la estrategia militar.
Los entrenamientos también incluyeron clases de combate, dirigidas por el experto en artes marciales y técnicas de lucha Wernher Schurmann. Bajo su orientación, los actores perfeccionaron sus movimientos y destrezas en escenas de acción, lo que resultó en una representación más convincente de los combates y las dinámicas de las batallas históricas. Las clases no solo se enfocaron en la técnica, sino también en la expresión emocional y física de cada personaje durante las confrontaciones, lo que les permitió transmitir la intensidad y la tensión propias de los enfrentamientos bélicos de la época.

### Locación y ambientación
Una inversión significativa, respaldada por los ejecutivos de la cadena y liderada por Vicente Sabatini y Cecilia Stoltze, permitió la creación de una infraestructura arquitectónica, urbanística y de ingeniería de alto nivel en el fundo Orrego Arriba, en la localidad de Casablanca. Este ambicioso proyecto de producción contó con el diseño y la implementación de escenarios que transportaban a los espectadores directamente al Santiago de principios del siglo XIX, época clave en la historia de Chile. Bajo la dirección de Leticia Kausel, junto a su equipo de escenografía y ambientación, se logró una recreación minuciosa de la Plaza de Armas de Santiago. Con un enfoque meticuloso, se reprodujo de manera exacta la estructura de la Catedral Metropolitana de Santiago, así como una serie de fachadas de edificios coloniales que remontaban al año 1810. La fidelidad a la época fue primordial, ya que no solo se trataba de reproducir los edificios de la ciudad, sino de evocar un contexto histórico a través de detalles arquitectónicos que reflejaban la idiosincrasia del momento. En los estudios de Chilevisión, ubicados en Macul, se construyeron los sets interiores que cubrían una amplia variedad de escenarios fundamentales para la trama, entre los que se incluían la gobernación, las casonas, la chingana, la catedral y la cueva de los guerrilleros. Estos sets fueron diseñados y construidos bajo la supervisión directa de Sabatini, quien priorizó que cada espacio narrativo no solo tuviera la estética necesaria para un producto televisivo de alta calidad, sino que fuera un reflejo auténtico de los espacios reales que existían durante la época. El trabajo de Kausel, con la aprobación de Sabatini, se destacó por su rigurosidad histórica. Cada detalle fue cuidadosamente investigado y aplicado, desde la disposición de los edificios hasta la incorporación de pequeños objetos cotidianos que adornaban los interiores, creando una atmósfera que transportaba a los espectadores a la época de la Independencia de Chile. Este nivel de precisión y dedicación en la recreación de los ambientes urbanos y rurales del siglo XIX garantizó que la serie no solo fuera visualmente impactante, sino también auténtica en su representación histórica.
En el ámbito artístico, la dirección de arte y el diseño del vestuario de época estuvieron a cargo de Pablo Núñez, quien, con una visión detallada, creó un entorno visualmente fiel al contexto histórico, asegurando que cada elemento estuviera alineado con la estética de la época colonial y los primeros años de la independencia de Chile. Contó con la asesoría de Juan Pablo Aliaga,  experto en bailes y lenguaje de la época, quien se encargó de la recreación de danzas tradicionales y la preservación de los modismos y expresiones lingüísticas del periodo. Su intervención garantizó que los gestos, movimientos y diálogos fueran auténticos y coherentes con las costumbres sociales y culturales.

### Rodaje
Las grabaciones, bajo la dirección de Vicente Sabatini se trasladaron a los estudios de Chilevisión en Macul. Comenzaron el 30 de noviembre de 2009.  Posteriormente, el equipo se traslada con dos unidades de producción para continuar con la filmación en las locaciones del fundo Orrego Arriba, en Casablanca. El rodaje concluyó en junio de 2010.   

### Música
En el ámbito musical, la producción contó con la composición de Juan Andrés Ossandón, quien trabajó en colaboración con Miranda y Tobar para adaptar El cautivo de Tiltil, de Patricio Manns, interpretado por Cristóbal Soto. Manns criticó la composición asegurando no gustarle. También se realizó una composición de Tonada a Manuel Rodríguez, interpretada por Javiera Parra.

## Recepción
Manuel Rodríguez en su estreno recibió críticas generalmente positivas a la escenografía y ambientación a cargo de Rubén Sanhueza, Leticia Kausel e Ingrid Lauw, y destacables actuaciones de Alfredo Castro, Cristián Carvajal, Catalina Pulido, entre otros. Pese a su baja audiencia, la telenovela fue considerada como «La gran producción de Chilevisión» en los últimos años.

## Audiencias
| Temporada | Horario                               | Episodios | Primera emisión     | Primera emisión | Primera emisión | Última emisión       | Última emisión | Última emisión | Prom. de espectadores (cuota) |
| Temporada | Horario                               | Episodios | Fecha               | Cuota           | Cuota Máx.      | Fecha                | Cuota          | Cuota Máx.     | Prom. de espectadores (cuota) |
| --------- | ------------------------------------- | --------- | ------------------- | --------------- | --------------- | -------------------- | -------------- | -------------- | ----------------------------- |
| 1         | Lunes a viernes 20:00 pm. (eps.1-109) | 109       | 15 de marzo de 2010 | 12,0            | 16,3            | 18 de agosto de 2010 | 15,1           | 22,0           | 11,3                          |

## Premios y nominaciones

### Copihue de Oro
| Categoría                 | Nominados                                     | Resultados | Ref. |
| ------------------------- | --------------------------------------------- | ---------- | ---- |
| Mejor teleserie           | Manuel Rodríguez                              | Nominado   |      |
| Mejor actor de televisión | Ricardo Fernández (como Manuel Rodríguez)     | Nominado   |      |
| Mejor actor de televisión | Alfredo Castro (como Casimiro Marcó del Pont) | Nominado   |      |

### Premios Altazor
| Categoría                 | Nominados                                  | Resultados | Ref.  |
| ------------------------- | ------------------------------------------ | ---------- | ----- |
| Mejor actor de televisión | Cristián Carvajal (como Vicente San Bruno) | Nominado   | [ 8 ] |